# Afrotyphlops obtusus
Afrotyphlops obtusus — вид змій родини сліпунів (Typhlopidae). Мешкає в Південній Африці.

## Поширення і екологія
Afrotyphlops obtusus мешкають на півдні Малаві, в північному і центральному Мозамбіку та в східному Зімбабве. Вони живуть в прибережних, галерейних і гірських лісах, в лісистих саванах міомбо, трапляються поблизу людських поселень. Зустрічаються на висоті до 2200 м над рівнем моря.